# Gran Premio di superbike di Jerez 2019
Il Gran Premio di superbike di Jerez 2019 è stato la sesta prova su tredici del campionato mondiale Superbike 2019, è stato disputato il 9 giugno sul circuito di Jerez de la Frontera e in gara 1 ha visto la vittoria di Álvaro Bautista davanti a Michael van der Mark e Marco Melandri, la gara Superpole è stata vinta da Álvaro Bautista davanti a Michael van der Mark e Marco Melandri, la gara 2 è stata vinta da Michael van der Mark che ha preceduto Jonathan Rea e Toprak Razgatlıoğlu.
La vittoria nella gara valevole per il campionato mondiale Supersport 2019 è stata ottenuta da Federico Caricasulo. Il campionato mondiale Supersport 300 2019 ha disputato in questa occasioni due gare, per recuperare la gara di Imola annullata per maltempo. La gara 1 è stata vinta da Marc García e la gara 2 da Manuel González.

## Risultati

### Superbike Gara 1

#### Arrivati al traguardo
| Pos. | Nº | Pilota                | Squadra                  | Motocicletta         | Giri | Tempo     | Griglia | Punti |
| ---- | -- | --------------------- | ------------------------ | -------------------- | ---- | --------- | ------- | ----- |
| 1º   | 19 | Álvaro Bautista       | Aruba.it Racing - Ducati | Ducati Panigale V4 R | 20   | 33'32.300 | 2º      | 25    |
| 2º   | 60 | Michael van der Mark  | Pata Yamaha              | Yamaha YZF R1        | 20   | +7.119    | 7º      | 20    |
| 3º   | 33 | Marco Melandri        | GRT Yamaha               | Yamaha YZF R1        | 20   | +19.951   | 3º      | 16    |
| 4º   | 1  | Jonathan Rea          | Kawasaki Racing          | Kawasaki ZX-10RR     | 20   | +20.023   | 1º      | 13    |
| 5º   | 54 | Toprak Razgatlıoğlu   | Turkish Puccetti Racing  | Kawasaki ZX-10RR     | 20   | +20.107   | 11º     | 11    |
| 6º   | 66 | Tom Sykes             | BMW Motorrad             | BMW S1000 RR         | 20   | +23.096   | 6º      | 10    |
| 7º   | 7  | Chaz Davies           | Aruba.it Racing - Ducati | Ducati Panigale V4 R | 20   | +26.834   | 12º     | 9     |
| 8º   | 11 | Sandro Cortese        | GRT Yamaha               | Yamaha YZF R1        | 20   | +29.526   | 9º      | 8     |
| 9º   | 91 | Leon Haslam           | Kawasaki Racing          | Kawasaki ZX-10RR     | 20   | +29.707   | 5º      | 7     |
| 10º  | 21 | Michael Ruben Rinaldi | Barni Racing             | Ducati Panigale V4 R | 20   | +31.218   | 10º     | 6     |
| 11º  | 28 | Markus Reiterberger   | BMW Motorrad             | BMW S1000 RR         | 20   | +31.999   | 14º     | 5     |
| 12º  | 76 | Loris Baz             | Ten Kate Racing - Yamaha | Yamaha YZF R1        | 20   | +36.824   | 15º     | 4     |
| 13º  | 36 | Leandro Mercado       | Orelac Racing VerdNatura | Kawasaki ZX-10RR     | 20   | +46.045   | 13º     | 3     |
| 14º  | 46 | Thomas Bridewell      | Team Goeleven            | Ducati Panigale V4 R | 20   | +47.804   | 16º     | 2     |
| 15º  | 52 | Alessandro Delbianco  | Althea Mie Racing        | Honda CBR1000RR      | 20   | +52.105   | 18º     | 1     |
| 16º  | 22 | Alex Lowes            | Pata Yamaha              | Yamaha YZF R1        | 20   | +55.046   | 4º      |       |
| 17º  | 23 | Ryūichi Kiyonari      | Moriwaki Althea Honda    | Honda CBR1000RR      | 20   | +55.795   | 19º     |       |

#### Ritirati
| Nº | Pilota         | Squadra               | Motocicletta     | Giri | Griglia |
| -- | -------------- | --------------------- | ---------------- | ---- | ------- |
| 81 | Jordi Torres   | Pedercini Racing      | Kawasaki ZX-10RR | 14   | 8º      |
| 72 | Yūki Takahashi | Moriwaki Althea Honda | Honda CBR1000RR  | 12   | 17º     |

### Superbike Gara Superpole

#### Arrivati al traguardo
| Pos. | Nº | Pilota                | Squadra                  | Motocicletta         | Giri | Tempo     | Griglia | Punti |
| ---- | -- | --------------------- | ------------------------ | -------------------- | ---- | --------- | ------- | ----- |
| 1º   | 19 | Álvaro Bautista       | Aruba.it Racing - Ducati | Ducati Panigale V4 R | 10   | 16'39.591 | 2º      | 12    |
| 2º   | 60 | Michael van der Mark  | Pata Yamaha              | Yamaha YZF R1        | 10   | +2.743    | 7º      | 9     |
| 3º   | 33 | Marco Melandri        | GRT Yamaha               | Yamaha YZF R1        | 10   | +2.954    | 3º      | 7     |
| 4º   | 1  | Jonathan Rea          | Kawasaki Racing          | Kawasaki ZX-10RR     | 10   | +4.749    | 1º      | 6     |
| 5º   | 66 | Tom Sykes             | BMW Motorrad             | BMW S1000 RR         | 10   | +7.443    | 6º      | 5     |
| 6º   | 91 | Leon Haslam           | Kawasaki Racing          | Kawasaki ZX-10RR     | 10   | +7.710    | 5º      | 4     |
| 7º   | 54 | Toprak Razgatlıoğlu   | Turkish Puccetti Racing  | Kawasaki ZX-10RR     | 10   | +9.565    | 11º     | 3     |
| 8º   | 81 | Jordi Torres          | Pedercini Racing         | Kawasaki ZX-10RR     | 10   | +11.937   | 8º      | 2     |
| 9º   | 11 | Sandro Cortese        | GRT Yamaha               | Yamaha YZF R1        | 10   | +12.243   | 9º      | 1     |
| 10º  | 7  | Chaz Davies           | Aruba.it Racing - Ducati | Ducati Panigale V4 R | 10   | +12.958   | 12º     |       |
| 11º  | 21 | Michael Ruben Rinaldi | Barni Racing             | Ducati Panigale V4 R | 10   | +15.062   | 10º     |       |
| 12º  | 46 | Thomas Bridewell      | Team Goeleven            | Ducati Panigale V4 R | 10   | +16.760   | 16º     |       |
| 13º  | 36 | Leandro Mercado       | Orelac Racing VerdNatura | Kawasaki ZX-10RR     | 10   | +19.067   | 13º     |       |
| 14º  | 72 | Yūki Takahashi        | Moriwaki Althea Honda    | Honda CBR1000RR      | 10   | +19.496   | 17º     |       |
| 15º  | 28 | Markus Reiterberger   | BMW Motorrad             | BMW S1000 RR         | 10   | +19.791   | 14º     |       |
| 16º  | 52 | Alessandro Delbianco  | Althea Mie Racing        | Honda CBR1000RR      | 10   | +27.469   | 18º     |       |
| 17º  | 23 | Ryūichi Kiyonari      | Moriwaki Althea Honda    | Honda CBR1000RR      | 10   | +27.770   | 19º     |       |

#### Ritirati
| Nº | Pilota     | Squadra                  | Motocicletta  | Giri | Griglia |
| -- | ---------- | ------------------------ | ------------- | ---- | ------- |
| 22 | Alex Lowes | Pata Yamaha              | Yamaha YZF R1 | 3    | 4º      |
| 76 | Loris Baz  | Ten Kate Racing - Yamaha | Yamaha YZF R1 | 0    | 15º     |

### Superbike Gara 2

#### Arrivati al traguardo
| Pos. | Nº | Pilota                | Squadra                  | Motocicletta         | Giri | Tempo     | Griglia | Punti |
| ---- | -- | --------------------- | ------------------------ | -------------------- | ---- | --------- | ------- | ----- |
| 1º   | 60 | Michael van der Mark  | Pata Yamaha              | Yamaha YZF R1        | 18   | 31'23.720 | 7º      | 25    |
| 2º   | 1  | Jonathan Rea          | Kawasaki Racing          | Kawasaki ZX-10RR     | 18   | +3.548    | 1º      | 20    |
| 3º   | 54 | Toprak Razgatlıoğlu   | Turkish Puccetti Racing  | Kawasaki ZX-10RR     | 18   |           | 11º     | 16    |
| 4º   | 21 | Michael Ruben Rinaldi | Barni Racing             | Ducati Panigale V4 R | 18   |           | 10º     | 13    |
| 5º   | 91 | Leon Haslam           | Kawasaki Racing          | Kawasaki ZX-10RR     | 18   |           | 5º      | 11    |
| 6º   | 11 | Sandro Cortese        | GRT Yamaha               | Yamaha YZF R1        | 18   |           | 9º      | 10    |
| 7º   | 66 | Tom Sykes             | BMW Motorrad             | BMW S1000 RR         | 18   |           | 6º      | 9     |
| 8º   | 81 | Jordi Torres          | Pedercini Racing         | Kawasaki ZX-10RR     | 18   |           | 8º      | 8     |
| 9º   | 76 | Loris Baz             | Ten Kate Racing - Yamaha | Yamaha YZF R1        | 18   |           | 15º     | 7     |
| 10º  | 46 | Thomas Bridewell      | Team Goeleven            | Ducati Panigale V4 R | 18   |           | 16º     | 6     |
| 11º  | 36 | Leandro Mercado       | Orelac Racing VerdNatura | Kawasaki ZX-10RR     | 18   |           | 13º     | 5     |
| 12º  | 28 | Markus Reiterberger   | BMW Motorrad             | BMW S1000 RR         | 18   |           | 14º     | 4     |
| 13º  | 72 | Yūki Takahashi        | Moriwaki Althea Honda    | Honda CBR1000RR      | 18   |           | 17º     | 3     |
| 14º  | 22 | Alex Lowes            | Pata Yamaha              | Yamaha YZF R1        | 16   | +2 giri   | 4º      | 2     |

#### Non classificati
| Nº | Pilota           | Squadra                  | Motocicletta         | Giri | Griglia |
| -- | ---------------- | ------------------------ | -------------------- | ---- | ------- |
| 23 | Ryūichi Kiyonari | Moriwaki Althea Honda    | Honda CBR1000RR      | 17   | 19º     |
| 19 | Álvaro Bautista  | Aruba.it Racing - Ducati | Ducati Panigale V4 R | 9    | 2º      |

#### Ritirati
| Nº | Pilota               | Squadra                  | Motocicletta         | Giri | Griglia |
| -- | -------------------- | ------------------------ | -------------------- | ---- | ------- |
| 52 | Alessandro Delbianco | Althea Mie Racing        | Honda CBR1000RR      | 7    | 18º     |
| 33 | Marco Melandri       | GRT Yamaha               | Yamaha YZF R1        | 5    | 3º      |
| 7  | Chaz Davies          | Aruba.it Racing - Ducati | Ducati Panigale V4 R | 5    | 12º     |

### Supersport

#### Arrivati al traguardo
| Pos. | Nº | Pilota                | Squadra                      | Motocicletta     | Giri | Tempo     | Griglia | Punti |
| ---- | -- | --------------------- | ---------------------------- | ---------------- | ---- | --------- | ------- | ----- |
| 1º   | 64 | Federico Caricasulo   | Bardahl Evan Bros.           | Yamaha YZF R6    | 19   | 32'50.971 | 2º      | 25    |
| 2º   | 21 | Randy Krummenacher    | Bardahl Evan Bros.           | Yamaha YZF R6    | 19   | +0.968    | 1º      | 20    |
| 3º   | 16 | Jules Cluzel          | GMT94 Yamaha                 | Yamaha YZF R6    | 19   | +1.346    | 8º      | 16    |
| 4º   | 36 | Thomas Gradinger      | Kallio Racing                | Yamaha YZF R6    | 19   | +3.494    | 4º      | 13    |
| 5º   | 3  | Raffaele De Rosa      | MV Agusta Reparto Corse      | MV Agusta F3 675 | 19   | +3.778    | 5º      | 11    |
| 6º   | 44 | Lucas Mahias          | Kawasaki Puccetti Racing     | Kawasaki ZX-6R   | 19   | +5.156    | 3º      | 10    |
| 7º   | 78 | Hikari Ōkubo          | Kawasaki Puccetti Racing     | Kawasaki ZX-6R   | 19   | +17.412   | 6º      | 9     |
| 8º   | 32 | Isaac Viñales         | Kallio Racing                | Yamaha YZF R6    | 19   | +18.807   | 9º      | 8     |
| 9º   | 94 | Corentin Perolari     | GMT94 Yamaha                 | Yamaha YZF R6    | 19   | +19.124   | 11º     | 7     |
| 10º  | 56 | Péter Sebestyén       | CIA Landlord Insurance Honda | Honda CBR600RR   | 19   | +20.775   | 10º     | 6     |
| 11º  | 38 | Hannes Soomer         | MPM WILSport Racedays        | Honda CBR600RR   | 19   | +26.792   | 12º     | 5     |
| 12º  | 84 | Loris Cresson         | Kallio Racing                | Yamaha YZF R6    | 19   | +29.053   | 15º     | 4     |
| 13º  | 86 | Ayrton Badovini       | Pedercini Racing             | Kawasaki ZX-6R   | 19   | +32.228   | 7º      | 3     |
| 14º  | 6  | María Herrera         | MS Racing                    | Yamaha YZF R6    | 19   | +35.983   | 14º     | 2     |
| 15º  | 47 | Rob Hartog            | Hartog - Against Cancer      | Kawasaki ZX-6R   | 19   | +54.011   | 19º     | 1     |
| 16º  | 4  | Christian Stange      | Gemar - Ciociaria Corse      | Honda CBR600RR   | 19   | +54.150   | 21º     |       |
| 17º  | 10 | Nacho Calero          | Orelac Racing VerdNatura     | Kawasaki ZX-6R   | 19   | +1'03.474 | 18º     |       |
| 18º  | 74 | Jaimie van Sikkelerus | MPM WILSport Racedays        | Honda CBR600RR   | 19   | +1'03.493 | 24º     |       |
| 19º  | 65 | Michael Canducci      | DK Motorsport                | Yamaha YZF R6    | 19   | +1'19.274 | 23º     |       |
| 20º  | 53 | Gianluca Sconza       | Gemar - Ciociaria Corse      | Honda CBR600RR   | 19   | +1'22.951 | 25º     |       |

#### Non classificato
| Nº | Pilota             | Squadra    | Motocicletta   | Giri | Tempo     | Griglia |
| -- | ------------------ | ---------- | -------------- | ---- | --------- | ------- |
| 30 | Glenn van Straalen | EAB Racing | Kawasaki ZX-6R | 19   | +1'22.561 | 20º     |

#### Ritirati
| Nº | Pilota               | Squadra                      | Motocicletta     | Giri | Griglia |
| -- | -------------------- | ---------------------------- | ---------------- | ---- | ------- |
| 67 | Gaetan Matern        | Flembbo Leader               | Kawasaki ZX-6R   | 8    | 27º     |
| 40 | Alen Győrfi          | Team Toth                    | Yamaha YZF R6    | 7    | 26º     |
| 39 | Borja Quero Martinez | Emperador Racing             | Yamaha YZF R6    | 3    | 17º     |
| 23 | Loic Arbel           | Emperador Racing             | Yamaha YZF R6    | 2    | 22º     |
| 11 | Kyle Smith           | Pedercini Racing             | Kawasaki ZX-6R   | 1    | 28º     |
| 95 | Jules Danilo         | CIA Landlord Insurance Honda | Honda CBR600RR   | 0    | 13º     |
| 22 | Federico Fuligni     | MV Agusta Reparto Corse      | MV Agusta F3 675 | 0    | 16º     |

### Supersport 300 Gara 1

#### Arrivati al traguardo
| Pos. | Nº | Pilota                | Squadra                                  | Motocicletta       | Giri | Tempo     | Griglia | Punti |
| ---- | -- | --------------------- | ---------------------------------------- | ------------------ | ---- | --------- | ------- | ----- |
| 1º   | 42 | Marc García           | DS Junior                                | Kawasaki Ninja 400 | 11   | 21'02.184 | 2º      | 25    |
| 2º   | 95 | Scott Deroue          | Motoport Kawasaki                        | Kawasaki Ninja 400 | 11   | +0.054    | 12º     | 20    |
| 3º   | 1  | Ana Carrasco          | Kawasaki Provec                          | Kawasaki Ninja 400 | 11   | +0.167    | 5º      | 16    |
| 4º   | 18 | Manuel González       | Kawasaki ParkinGO                        | Kawasaki Ninja 400 | 11   | +0.361    | 4º      | 13    |
| 5º   | 25 | Andy Verdoïa          | BCD Yamaha MS Racing                     | Yamaha YZF-R3      | 11   | +2.332    | 6º      | 11    |
| 6º   | 55 | Galang Hendra Pratama | Semakin Di Depan Biblion Motoxracing     | Yamaha YZF-R3      | 11   | +0.801    | 3º      | 10    |
| 7º   | 41 | Jan-Ole Jähnig        | Freudenberg KTM Junior                   | KTM RC 390 R       | 11   | +1.002    | 14º     | 9     |
| 8º   | 64 | Hugo De Cancellis     | Trasimeno Yamaha                         | Yamaha YZF-R3      | 11   | +1.367    | 9º      | 8     |
| 9º   | 69 | Jeffrey Buis          | MTM Racing                               | Kawasaki Ninja 400 | 11   | +1.621    | 18º     | 7     |
| 10º  | 10 | Unai Orradre          | BCD Yamaha MS Racing                     | Yamaha YZF-R3      | 11   | +1.838    | 17º     | 6     |
| 11º  | 72 | Victor Steeman        | Freudenberg KTM Junior                   | KTM RC 390 R       | 11   | +1.867    | 1º      | 5     |
| 12º  | 3  | Mateo Pedeneau        | MHP Racing-Patrick Pons                  | Yamaha YZF-R3      | 11   | +2.213    | 7º      | 4     |
| 13º  | 14 | Enzo de la Vega       | MHP Racing-Patrick Pons                  | Yamaha YZF-R3      | 11   | +2.507    | 15º     | 3     |
| 14º  | 71 | Tom Edwards           | Kawasaki ParkinGO                        | Kawasaki Ninja 400 | 11   | +2.790    | 10º     | 2     |
| 15º  | 17 | Koen Meuffels         | Freudenberg KTM                          | KTM RC 390 R       | 11   | +4.907    | 8º      | 1     |
| 16º  | 8  | Mika Pérez            | Scuderia Maranga Racing                  | Kawasaki Ninja 400 | 11   | +8.516    | 20º     |       |
| 17º  | 13 | Dino Iozzo            | Nutec - RT Motorsports by SKM - Kawasaki | Kawasaki Ninja 400 | 11   | +8.680    | 25º     |       |
| 18º  | 6  | Robert Schotman       | Motoport Kawasaki                        | Kawasaki Ninja 400 | 11   | +8.785    | 24º     |       |
| 19º  | 20 | Dorren Loureiro       | Nutec - RT Motorsports by SKM - Kawasaki | Kawasaki Ninja 400 | 11   | +9.065    | 26º     |       |
| 20º  | 36 | Beatriz Neila         | BCD Yamaha MS Racing                     | Yamaha YZF-R3      | 11   | +9.164    | 22º     |       |
| 21º  | 85 | Kevin Sabatucci       | Trasimeno Yamaha                         | Yamaha YZF-R3      | 11   | +10.371   | 35º     |       |
| 22º  | 21 | Borja Sánchez         | Scuderia Maranga Racing                  | Kawasaki Ninja 400 | 11   | +10.407   | 30º     |       |
| 23º  | 16 | Marc Luna Bayen       | Kawasaki GP Project                      | Kawasaki Ninja 400 | 11   | +12.525   | 21º     |       |
| 24º  | 5  | Guillem Erill         | Deza - Box 77 Racing                     | Kawasaki Ninja 400 | 11   | +19.227   | 34º     |       |
| 25º  | 44 | Tom Bramich           | Carl Cox-RT Motorsports by SKM-Kawasaki  | Kawasaki Ninja 400 | 11   | +27.533   | 29º     |       |
| 26º  | 61 | Yuta Okaya            | DS Junior                                | Kawasaki Ninja 400 | 11   | +53.470   | 36º     |       |

#### Ritirati
| Nº | Pilota                  | Squadra                                  | Motocicletta       | Giri | Griglia |
| -- | ----------------------- | ---------------------------------------- | ------------------ | ---- | ------- |
| 88 | Bruno Ieraci            | Kawasaki GP Project                      | Kawasaki Ninja 400 | 10   | 31º     |
| 22 | Mykyta Kalinin          | Nutec - RT Motorsports by SKM - Kawasaki | Kawasaki Ninja 400 | 10   | 32º     |
| 65 | Jacopo Facco            | Semakin Di Depan Biblion Motoxracing     | Yamaha YZF-R3      | 9    | 23º     |
| 47 | Ferran Hernandez Moyano | BCD Yamaha MS Racing                     | Yamaha YZF-R3      | 6    | 27º     |
| 66 | Dion Otten              | MTM Racing                               | Kawasaki Ninja 400 | 3    | 19º     |
| 7  | Eliton Gohara Kawakami  | BCD Yamaha MS Racing                     | Yamaha YZF-R3      | 3    | 28º     |
| 97 | Maximilian Kappler      | Freudenberg KTM                          | KTM RC 390 R       | 2    | 16º     |
| 15 | Manuel Bastianelli      | Prodina Ircos Kawasaki                   | Kawasaki Ninja 400 | 1    | 11º     |
| 73 | Alejandro Carrión       | Deza - Box 77 Racing                     | Kawasaki Ninja 400 | 0    | 33º     |

#### Squalificato
| Nº | Pilota      | Squadra          | Motocicletta  | Giri | Tempo  | Griglia |
| -- | ----------- | ---------------- | ------------- | ---- | ------ | ------- |
| 28 | Omar Bonoli | Trasimeno Yamaha | Yamaha YZF-R3 | 11   | +1.845 | 13º     |

### Supersport 300 Gara 2

#### Arrivati al traguardo
| Pos. | Nº | Pilota                  | Squadra                                  | Motocicletta       | Giri | Tempo     | Griglia | Punti |
| ---- | -- | ----------------------- | ---------------------------------------- | ------------------ | ---- | --------- | ------- | ----- |
| 1º   | 18 | Manuel González         | Kawasaki ParkinGO                        | Kawasaki Ninja 400 | 7    | 13'21.166 | 4º      | 25    |
| 2º   | 42 | Marc García             | DS Junior                                | Kawasaki Ninja 400 | 7    | +0.019    | 2º      | 20    |
| 3º   | 1  | Ana Carrasco            | Kawasaki Provec                          | Kawasaki Ninja 400 | 7    | +0.048    | 5º      | 16    |
| 4º   | 55 | Galang Hendra Pratama   | Semakin Di Depan Biblion Motoxracing     | Yamaha YZF-R3      | 7    | +0.100    | 3º      | 13    |
| 5º   | 72 | Victor Steeman          | Freudenberg KTM Junior                   | KTM RC 390 R       | 7    | +0.223    | 1º      | 11    |
| 6º   | 41 | Jan-Ole Jähnig          | Freudenberg KTM Junior                   | KTM RC 390 R       | 7    | +2.552    | 14º     | 10    |
| 7º   | 8  | Mika Pérez              | Scuderia Maranga Racing                  | Kawasaki Ninja 400 | 7    | +2.814    | 17º     | 9     |
| 8º   | 64 | Hugo De Cancellis       | Trasimeno Yamaha                         | Yamaha YZF-R3      | 7    | +2.849    | 10º     | 8     |
| 9º   | 71 | Tom Edwards             | Kawasaki ParkinGO                        | Kawasaki Ninja 400 | 7    | +2.894    | 11º     | 7     |
| 10º  | 15 | Manuel Bastianelli      | Prodina Ircos Kawasaki                   | Kawasaki Ninja 400 | 7    | +6.189    | 12º     | 6     |
| 11º  | 97 | Maximilian Kappler      | Freudenberg KTM                          | KTM RC 390 R       | 7    | +6.249    | 16º     | 5     |
| 12º  | 88 | Bruno Ieraci            | Kawasaki GP Project                      | Kawasaki Ninja 400 | 7    | +9.739    | 31º     | 4     |
| 13º  | 36 | Beatriz Neila           | BCD Yamaha MS Racing                     | Yamaha YZF-R3      | 7    | +9.803    | 22º     | 3     |
| 14º  | 69 | Jeffrey Buis            | MTM Racing                               | Kawasaki Ninja 400 | 7    | +9.869    | 19º     | 2     |
| 15º  | 14 | Enzo de la Vega         | MHP Racing-Patrick Pons                  | Yamaha YZF-R3      | 7    | +10.269   | 15º     | 1     |
| 16º  | 22 | Mykyta Kalinin          | Nutec - RT Motorsports by SKM - Kawasaki | Kawasaki Ninja 400 | 7    | +10.380   | 28º     |       |
| 17º  | 20 | Dorren Loureiro         | Nutec - RT Motorsports by SKM - Kawasaki | Kawasaki Ninja 400 | 7    | +10.678   | 25º     |       |
| 18º  | 16 | Marc Luna Bayen         | Kawasaki GP Project                      | Kawasaki Ninja 400 | 7    | +10.726   | 20º     |       |
| 19º  | 7  | Eliton Gohara Kawakami  | BCD Yamaha MS Racing                     | Yamaha YZF-R3      | 7    | +12.242   | 27º     |       |
| 20º  | 65 | Jacopo Facco            | Semakin Di Depan Biblion Motoxracing     | Yamaha YZF-R3      | 7    | +13.192   | 23º     |       |
| 21º  | 85 | Kevin Sabatucci         | Trasimeno Yamaha                         | Yamaha YZF-R3      | 7    | +13.198   | 34º     |       |
| 22º  | 73 | Alejandro Carrión       | Deza - Box 77 Racing                     | Kawasaki Ninja 400 | 7    | +13.557   | 32º     |       |
| 23º  | 95 | Scott Deroue            | Motoport Kawasaki                        | Kawasaki Ninja 400 | 7    | +13.813   | 13º     |       |
| 24º  | 44 | Tom Bramich             | Carl Cox-RT Motorsports by SKM-Kawasaki  | Kawasaki Ninja 400 | 7    | +14.490   | 29º     |       |
| 25º  | 5  | Guillem Erill           | Deza - Box 77 Racing                     | Kawasaki Ninja 400 | 7    | +14.521   | 33º     |       |
| 26º  | 47 | Ferran Hernandez Moyano | BCD Yamaha MS Racing                     | Yamaha YZF-R3      | 7    | +20.643   | 26º     |       |
| 27º  | 25 | Andy Verdoïa            | BCD Yamaha MS Racing                     | Yamaha YZF-R3      | 7    | +20.655   | 6º      |       |
| 28º  | 61 | Yuta Okaya              | DS Junior                                | Kawasaki Ninja 400 | 7    | +28.587   | 35º     |       |

#### Ritirati
| Nº | Pilota          | Squadra                                  | Motocicletta       | Giri | Griglia |
| -- | --------------- | ---------------------------------------- | ------------------ | ---- | ------- |
| 17 | Koen Meuffels   | Freudenberg KTM                          | KTM RC 390 R       | 5    | 9º      |
| 10 | Unai Orradre    | BCD Yamaha MS Racing                     | Yamaha YZF-R3      | 1    | 18º     |
| 13 | Dino Iozzo      | Nutec - RT Motorsports by SKM - Kawasaki | Kawasaki Ninja 400 | 1    | 21º     |
| 6  | Robert Schotman | Motoport Kawasaki                        | Kawasaki Ninja 400 | 1    | 24º     |
| 3  | Mateo Pedeneau  | MHP Racing-Patrick Pons                  | Yamaha YZF-R3      | 0    | 8º      |
| 21 | Borja Sánchez   | Scuderia Maranga Racing                  | Kawasaki Ninja 400 | 0    | 30º     |

#### Squalificato
| Nº | Pilota      | Squadra          | Motocicletta  | Giri | Griglia |
| -- | ----------- | ---------------- | ------------- | ---- | ------- |
| 28 | Omar Bonoli | Trasimeno Yamaha | Yamaha YZF-R3 | 3    | 7º      |